# Sebastokrator
Sebastokrator (mittelgriechisch σεβαστοκράτωρ, „ehrwürdiger Regent“) war ein imperialer byzantinischer Hoftitel, der 1081 von Kaiser Alexios I. Komnenos eingeführt wurde. Die weibliche Form war Sebastokratorissa.

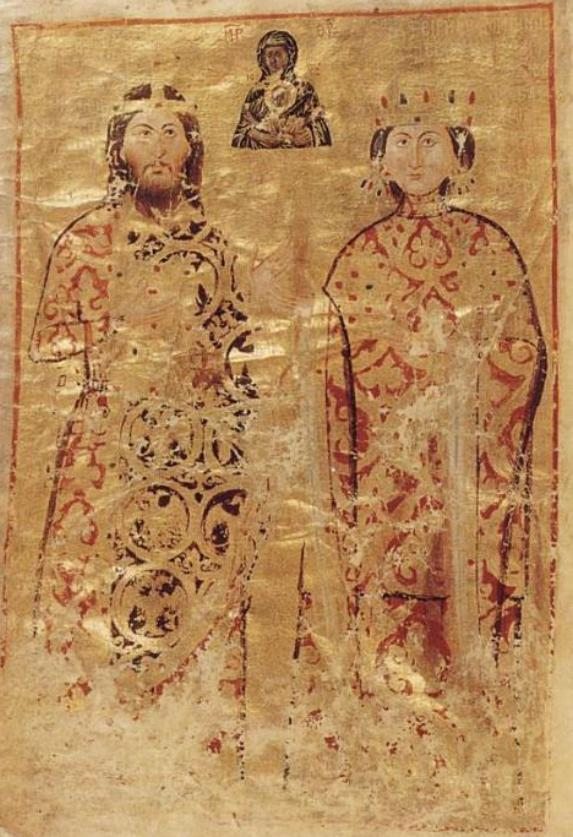
Der byzantinische Sebastokrator Konstantin Palaiologos und seine Frau Irene, Miniatur im Lincoln College Typikon, um 1350

## Geschichte

### Ursprung und frühe Verwendung
Erster Sebastokrator war Isaak Komnenos, der ältere Bruder von Kaiser Alexios I. Wie Anna Komnene berichtet, schuf Alexios den Titel, um Isaak über seinen Schwager und ehemaligen Thronrivalen Nikephoros Melissenos zu erheben, dem er den bis dahin zweithöchsten Titel Kaisar versprochen hatte. Alexios kombinierte den neuen Titel aus den traditionellen Kaiserattributen Sebastos (lateinisch Augustus) und Autokrator (Imperator). Der Sebastokrator war somit gleichsam ein zweiter Basileus oder Vizekaiser; der Kaisar war ihm untergeordnet und rückte im Hofzeremoniell in der Reihenfolge der Huldigungen an die dritte Stelle. Mit der Einführung des Despotes 1163 durch Manuel I. fiel der Sebastokrator auf den dritten, der Kaisar auf den vierten Rang zurück.
Der Ehrentitel war mit keinen zivilen oder militärischen Amtsbefugnissen verbunden, sondern hatte rein repräsentativen Charakter. Bei offiziellen Anlässen trug der Sebastokrator blaue Amtstracht und ein Diadem, das weit weniger prunkvoll als die Kaiserkrone war; um 1260 wurden jene Sebastokratoren, die der kaiserlichen Familie angehörten, durch gestickte goldene Adler auf ihren Schuhen hervorgehoben. Der Sebastokrator hatte außerdem das Vorrecht, Dokumente mit einer speziellen blauen Tinte zu unterfertigen.

### Weitere Entwicklung
Der Titel des Sebastokrators blieb im 12. und frühen 13. Jahrhundert für die höchste Aristokratie reserviert. Er wurde in der Regel nur an jüngere Söhne oder Schwiegersöhne, Brüder, Schwäger oder Onkel des regierenden Kaisers vergeben. Nach dem Zerfall des Byzantinischen Reiches infolge des Vierten Kreuzzugs 1204 wurde der Titel auch in den Nachfolgestaaten, den Kaiserreichen Nikaia und Thessaloniki, verliehen. Die lateinischen Kaiser übernahmen den Titel ebenfalls in ihre Hofhierarchie, desgleichen die Zaren des Zweiten Bulgarischen Reiches.
Nach der Restauration des Byzantinischen Reiches 1261 unter den Palaiologen erfuhr der Sebastokrator einen Bedeutungsverlust als dynastischer Titel. Die Kaiser verliehen ihn nun zunehmend an de facto autonome Feudalherren in den Provinzen, um deren formelle Anerkennung der byzantinischen Suzeränität zu betonen. In der zweiten Hälfte des 14. Jahrhunderts kam der Titel außer Gebrauch; letzter bekannter byzantinischer Träger war Demetrios I. Kantakuzenos, der ihn 1357 durch Kaiser Johannes V. erhielt.
Im mittelalterlichen Serbien wurde der Sebastokratorentitel 1345/46 unter Kaiser Stefan Dušan eingeführt, der damit einige seiner wichtigsten Heerführer und Magnaten auszeichnete. Auch Dušans Nachfolger aus der Nemanjić-Dynastie, Stefan Uroš V. und Simeon Uroš Palaiologos, verliehen bis 1371 den Titel.

## Bekannte Titelträger

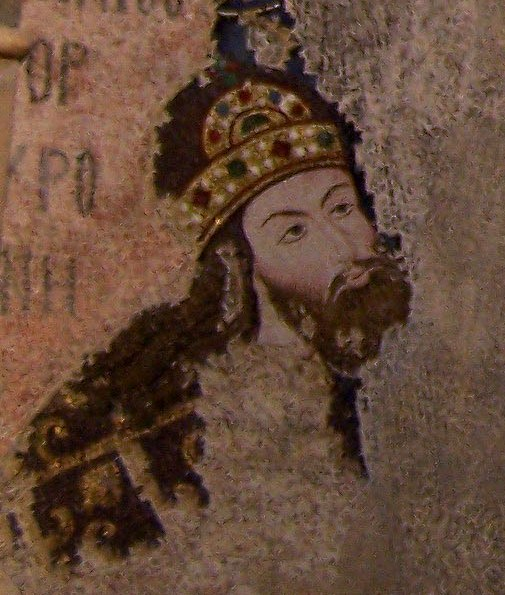
Der byzantinische Sebastokrator Isaak Komnenos, Bruder von Kaiser Johannes II., auf einem Fresko in der Chora-Kirche

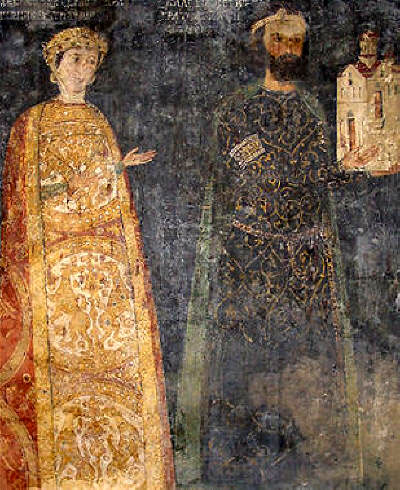
Der bulgarische Sebastokrator Kalojan mit seiner Frau Dessislawa auf einem Fresko in der Kirche von Bojana, 1259

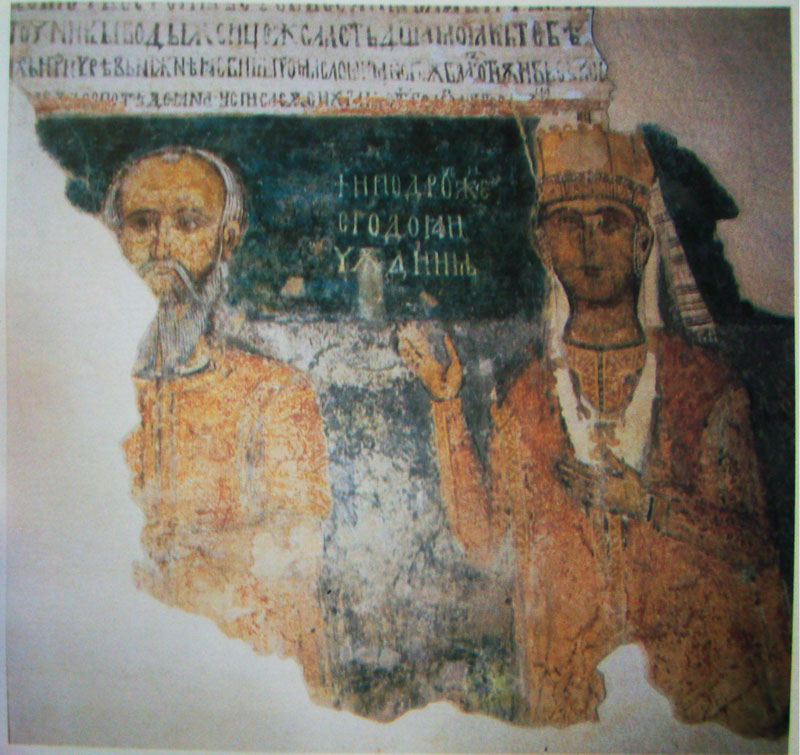
Der serbische Sebastokrator Dejan und seine Frau Teodora auf einem Fresko in der Johanneskirche des Klosters Semen

### Mittelbyzantinisches Reich
- Isaak Komnenos, Bruder von Alexios I.
- Andronikos Komnenos, Sohn von Alexios I.
- Isaak Komnenos, Sohn von Alexios I.
- Andronikos Komnenos, Sohn von Johannes II.
- Isaak Komnenos, Sohn von Johannes II.
- Manuel I. Komnenos
- Johannes Dukas Komnenos, Neffe von Manuel I.
- Manuel Komnenos, Sohn von Andronikos I.
- Alexios Komnenos, illegitimer Sohn von Manuel I.
- Johannes Dukas, Onkel von Isaak II.
- Konstantin Angelos Dukas, Bruder von Isaak II.
- Johannes Petraliphas
- Alexios III. Angelos
- Stefan Nemanjić, Schwiegersohn von Alexios III.
- Alexios Palaiologos, Schwiegersohn von Alexios III.
- Isaak Komnenos Batatzes, Schwiegersohn von Alexios III.
- Nikephoros Petraliphas

### Zweites Bulgarisches Reich
- Stres, Bruder (?) von Boril Assen
- Alexander Assen, Bruder von Iwan II. Assen
- Peter, Schwager von Michael II. Assen
- Kalojan, Cousin von Konstantin Tich Assen
- Radoslaw, Bruder von Smilez

### Lateinisches Kaiserreich
- Conon de Béthune

### Kaiserreich Nikaia
- Nikephoros Kontostephanos
- Sabbas Asidenos
- Georg Laskaris, Bruder von Theodor I.
- Alexios Laskaris, Bruder von Theodor I.
- Isaak Laskaris, Bruder von Theodor I.
- Isaak Dukas Batatzes, Bruder von Johannes III.
- Johannes Dukas Batatzes, Neffe von Johannes III.

### Kaiserreich Thessaloniki
- Georg Komnenos (?)

### Spätbyzantinisches Reich
- Johannes Dukas Palaiologos, Bruder von Michael VIII.
- Konstantin Tornikes
- Johannes Tornikes
- Konstantin Palaiologos, Halbbruder von Michael VIII.
- Johannes I. Dukas
- Konstantin Dukas
- Theodoros Angelos
- Johannes II. Dukas
- Stefan Gabrielopulos
- Andrea I. Muzaka
- Isaak Dukas
- Momtschil
- Johannes Angelos, Cousin (oder Neffe) von Johannes VI.
- Manuel Asanes, Schwager von Johannes VI.
- Johannes Asanes, Schwager von Johannes VI.
- Nikephoros Kantakuzenos, Cousin von Johannes VI.
- Andronikos Asanes, Neffe von Johannes VI.
- Demetrios I. Kantakuzenos, Enkel von Johannes VI.
- Gjin I. Muzaka
- Gjin Zenevisi

### Großserbisches Reich
- Jovan Oliver
- Dejan, Schwager von Stefan Dušan
- Branko Mladenović
- Vlatko Paskačić
- Blaž Matarango